# Conjunto Jereissati
O Conjunto Carlos Jereissati, é um distrito que se estende de Maracanaú e Pacatuba. É formado por três bairros - Jereissati I (de Maracanaú), Jereissati II e Jereissati III (de Maracanaú e Pacatuba). O responsável pela construção do Jereissati II, em Pacatuba foi a Companhia de Habitação do Ceará, que inaugurou o bairro em 1 de setembro de 1985 e o Jereissati III, em 1 de março de 1987. Em 29 de dezembro de 1989, o prefeito de Pacatuba Lourival Assunção Tavares, decretou a lei nº 359/89, lei esta que elevou de conjunto à distrito. Quando foi elevado à distrito, se encontrava em situação precária, com casa abandonadas, sem estrutura para moradia.